# Kärrs vatten
Kärrs vatten är en sjö i Sotenäs kommun i Bohuslän och ingår i Örekilsälven-Strömsåns kustområde. Sjön är 13 meter djup, har en yta på 0,117 kvadratkilometer och är belägen 32,7 meter över havet.

## Delavrinningsområde
Kärrs vatten ingår i det delavrinningsområde (648685-124281) som SMHI kallar för Rinner mot Åbyfjorden. Medelhöjden är 46 meter över havet och ytan är 22,32 kvadratkilometer. Det finns inga avrinningsområden uppströms utan avrinningsområdet är högsta punkten. Avrinningsområdets utflöde mynnar i havet, utan att ha någon enskild mynningsplats. Avrinningsområdet består mestadels av skog (26 procent), öppen mark (50 procent) och jordbruk (22 procent). Avrinningsområdet har 0,12 kvadratkilometer vattenytor vilket ger det en sjöprocent på 0,5 procent.